# چوب‌خط

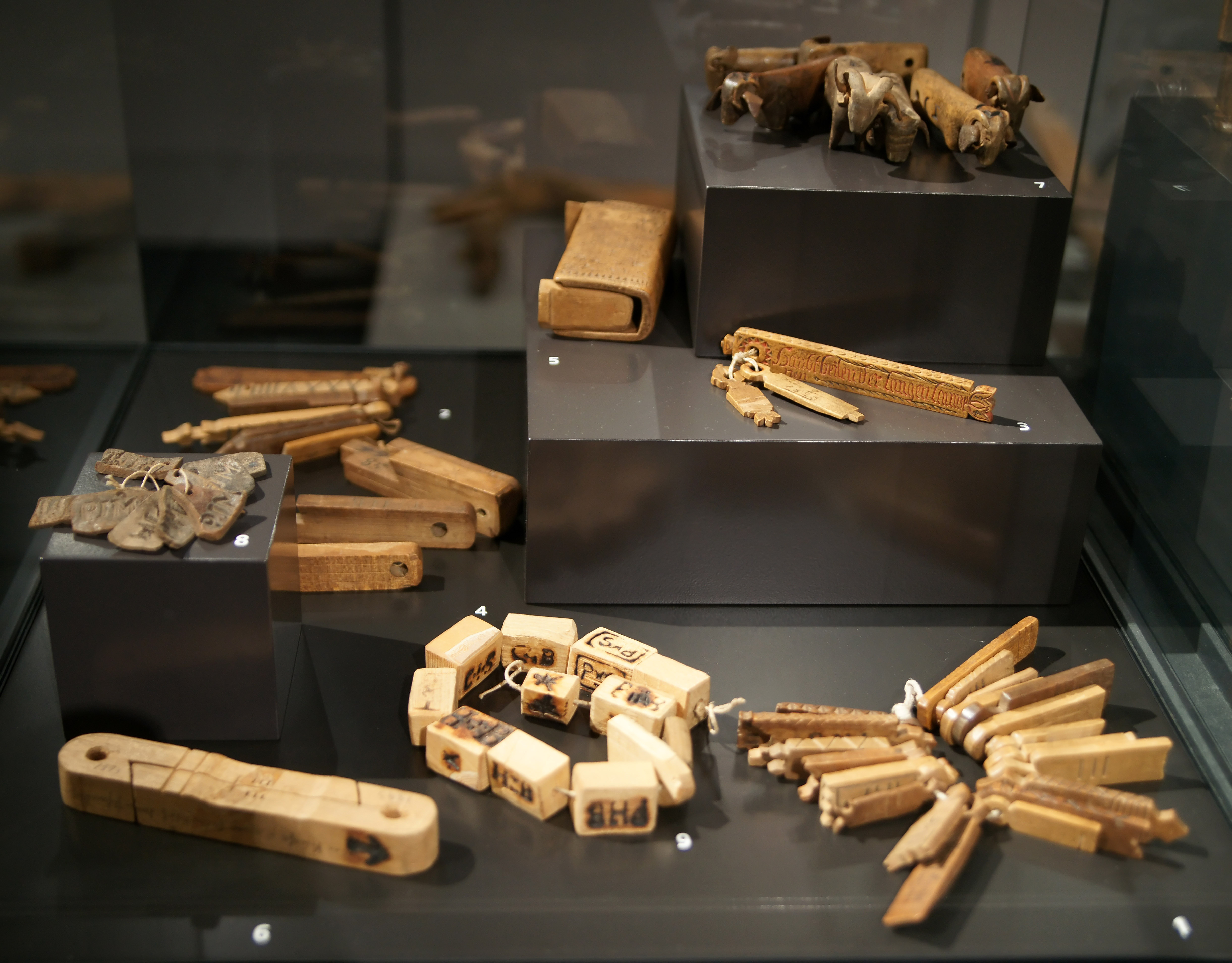
چوب خط‌

چوب‌خط یا تالی (به انگلیسی: Tally) ابزاری ساده و بسیار قدیمی برای شمارش بوده‌است که در آن از تناظر یک‌به‌یک استفاده می‌شود.    
چوب خط روشی است که افراد از آن برای شمردن استفاده می‌کنند.
اول چهار  چوب خط را کنار هم می گذارند.و چوب خط پنجمی را  
به عرض روی بقیه چوب خط ها می‌گذارند.

## چوب‌خط در فرهنگ عامیانه
در اصطلاح وقتی می‌گویند «چوب‌خط کسی پر شده» یعنی دیگر فرصتی برای انجام آن کار خاص وجود ندارد یا شخص دیگر حق چیزی را ندارد یا مدت آن چیز تمام شده و راه حل دیگری ندارد. در کل به معنای اتمام و پایان زمان انجام کار می‌باشد. چوب‌خط در زندان‌ها هم برای نشان دادن روزهای سپری شده در زندان و تقویم امروزی است. اولین مورد موجود چوب‌خط ساخته شده به وسیله پلینیوس (۲۳–۷۹ بعد از میلاد) از بهترین چوب‌ها برای خیاط‌ها ساخته شد و مارکوپولو در سفرنامه خود دربارهٔ استفاده این ابزار در چین مطالبی را نوشته‌است.

## تاریخچه

##### پارینه سنگی

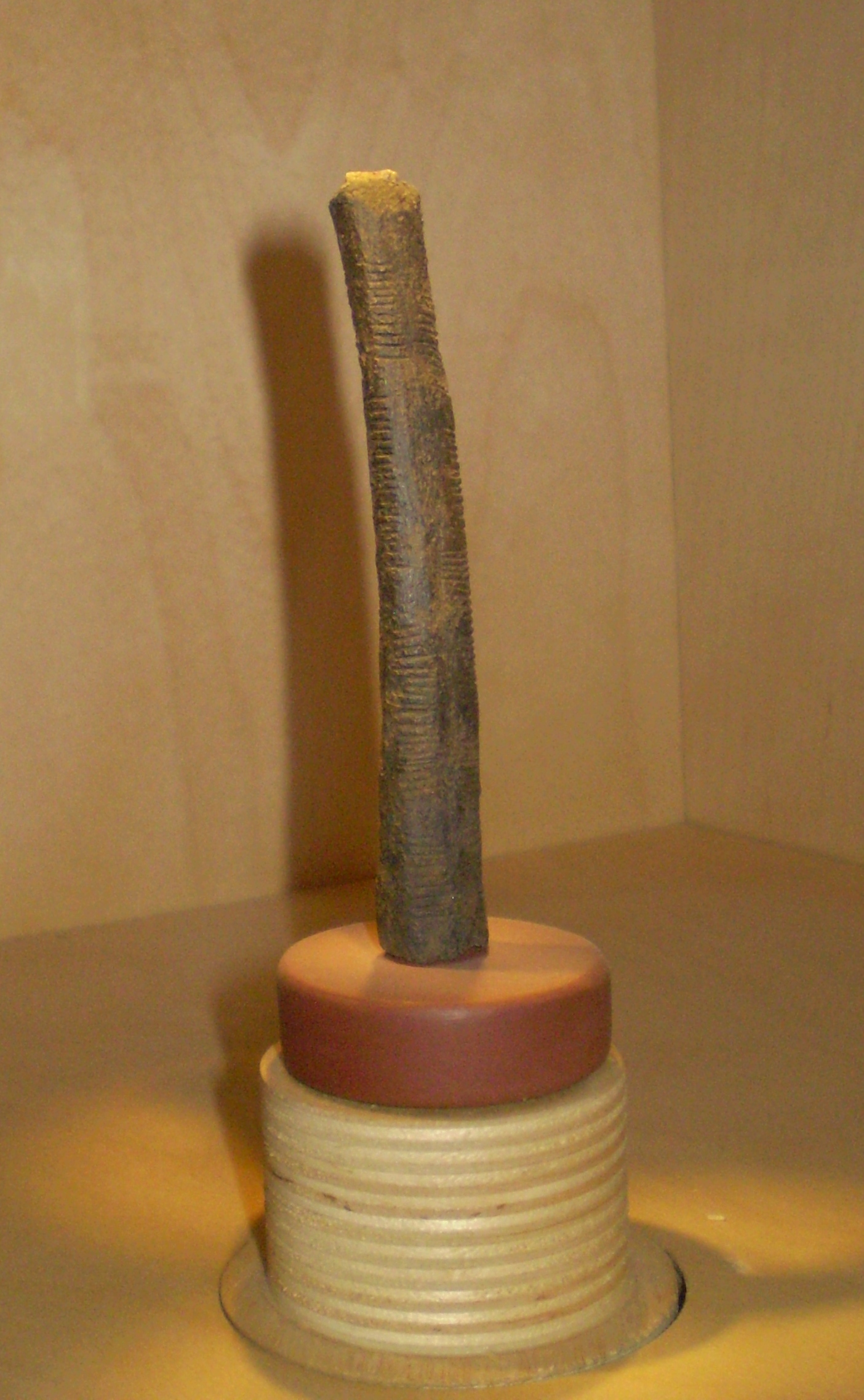
استخوان ایشانگو

ابزار استخوانی (Bone tool): اولین ماشین حساب که از استخوانکه ۲۰ هزار سال پیش از میلاد ساخته شده‌است. اولین چوب‌خط یافته‌شده یک استخوان است که به "استخوان ایشانگو" مشهور شده‌است. این استخوان مشهور در واقع استخوان نازک‌نی یک بابون است که در روی آن خطوطی خراشیده شده‌است. خراش‌های موجود روی این استخوان به احتمال فراوان برای شمارش و محاسبه مورد استفاده قرار می‌گرفت. باستان شناسان اعتقاد دارند که از این خطوط به منظور شمارش استفاده می‌شد.
استخوان لبامبو (lebombo bone): از سایر چوب‌خط‌های دوران پارینه سنگی می‌توان به استخوان لبومبو (lebombo) که در حدود ۴۴ هزار سال پیش توسط انسان‌ها ساخته شده بود. این استخوان بسیار قدیمی تر از استخوان ایشانگو است اما دانشمندان مطمئن نیستند که خراش‌های موجود بر سطح آن به منظور محاسبه به کار می‌رفته یا خیر.

##### چوب‌خط تکی
چوب‌خط تکی (Single tally): چوب خط‌های تکی اشیایی بلند مانند استخوان، شاخ، چوب یا سنگ هستند که تعدادی خراش یا علامت سازمان یافته توسط انسان بر روی آن وجود دارد. این چوب‌خط‌ها بیشتر به عنوان وسیله‌ای برای به خاطر سپردن اطلاعات به کار می‌رفته‌است. می‌توان طناب‌های گره‌دار، کیپوهای بومی‌های آمریکا و … را هم به عنوان چوب خط‌های مجرد در نظر گرفت.
هرودت تاریخ‌نویس یونانی، در نوشته‌های خود به نوعی طناب گره دار اشاره می‌کند که توسط داریوش بزرگ مورد استفاده قرار می‌گرفت.